# Éliane Radigue
Éliane Radigue (* 24. ledna 1932 Paříž) je francouzská hudební skladatelka. Od dětství se učila na klavír. Značný vliv na její tvorbu měl skladatel Pierre Schaeffer, obzvlášť kolážovitá skladba Étude aux Chemins de Fer, kterou tvoří hluk lokomotiv. Sama se po převážnou část své kariéry věnovala elektronické hudbě, často používala modulární syntezátor ARP 2500. Počínaje rokem 2001 se věnuje převážně skládání pro akustické nástroje. Třídílnou skladbu Naldjorlak (2005–2009) napsala pro violoncellistu Charlese Curtise a hráče na basetové rohy Carol Robinson a Bruna Martineze. V 70. letech se začala zajímat o tibetský buddhismus, kterým se inspirovala mj. v jednom ze svých nejznámějších děl Trilogie de la Mort (1985–1993). Za své dílo L'Île ré-sonante získala cenu Prix Ars Electronica. V roce 1953 se vdala za výtvarníka Armana, s nímž měla dvě dcery a jednoho syna.